# Sorghum controversum
Sorghum controversum là một loài thực vật có hoa trong họ Hòa thảo. Loài này được (Steud.) Snowden miêu tả khoa học đầu tiên năm 1955.